# Shorttrack-Juniorenweltmeisterschaften 2016
Die Shorttrack-Juniorenweltmeisterschaften 2016 wurden vom 29. bis 31. Januar 2016 im Wintersportpalast in Sofia, Bulgarien ausgetragen.

## Ergebnisse

### Juniorinnen
| Event              | Gold                                                        | Gold         | Silber                                                       | Silber       | Bronze                                                                    | Bronze       |
| ------------------ | ----------------------------------------------------------- | ------------ | ------------------------------------------------------------ | ------------ | ------------------------------------------------------------------------- | ------------ |
| Mehrkampf          | Qu Chunyu                                                   | 86 Punkte    | Suzanne Schulting                                            | 79 Punkte    | Lee Yu-bin                                                                | 55 Punkte    |
| 500 m              | Qu Chunyu                                                   | 43,827 s.    | Lee Yu-bin                                                   | 43,930 s.    | Zang Yize                                                                 | 44,407 s.    |
| 1000 m             | Qu Chunyu                                                   | 1:33,437 min | Lee Su-youn                                                  | 1:33,635 min | Lee Yu-bin                                                                | 1:33,762 min |
| 1500 m             | Suzanne Schulting                                           | 2:32,532 min | Lee Su-youn                                                  | 2:32,532 min | Qu Chunyu                                                                 | 2:32,677 min |
| 1500-m-Superfinale | Suzanne Schulting                                           | 2:35,413 min | Lee Yu-bin                                                   | 2:35,808 min | Zang Yize                                                                 | 2:36,652 min |
| 3000-m-Staffel     | Volksrepublik China Li Jinyu Zang Yize Yu Miaohui Qu Chunyu | 4:15,124 min | Südkorea Lee Yu-bin Lee Su-youn Park Jung-hyun Yoon Jung-min | 4:15,405 min | Niederlande Tineke den Dulk Gioya Lancee Suzanne Schulting Avalon Aardoom | 4:17,670 min |

### Junioren
| Event              | Gold                                                   | Gold         | Silber                                                       | Silber       | Bronze                                                              | Bronze       |
| ------------------ | ------------------------------------------------------ | ------------ | ------------------------------------------------------------ | ------------ | ------------------------------------------------------------------- | ------------ |
| Mehrkampf          | Ren Ziwei                                              | 90 Punkte    | Lim Yong-jin                                                 | 68 Punkte    | Ma Wei                                                              | 47 Punkte    |
| 500 m              | Xu Hongzhi                                             | 41,558 s.    | Shaoang Liu                                                  | 41,594 s.    | Steven Dubois                                                       | 41,719 s.    |
| 1000 m             | Ren Ziwei                                              | 1:25,191 min | Lim Yong-jin                                                 | 1:25,287 min | Ma Wei                                                              | 1:25,347 min |
| 1500 m             | Lim Yong-jin                                           | 2:29,887 min | Ren Ziwei                                                    | 2:30,102 min | Kim Si-un                                                           | 2:30,173 min |
| 1500-m-Superfinale | Ren Ziwei                                              | 2:14,915 min | Ma Wei                                                       | 2:15,254 min | Lim Yong-jin                                                        | 2:15,440 min |
| 3000-m-Staffel     | Volksrepublik China Xu Hongzhi Yu Wei Ren Ziwei Ma Wei | 3:59,809 min | Südkorea Hwang Dae-heon Lee Seong-hun Kim Si-un Lim Yong-jin | 3:59,921 min | Russland Artjom Koslow Denis Airapetjan Daniil Ejbog Pawel Sitnikow | 4:03,466 min |